# Katimuben (Berg)
Der Katimuben ist ein Berg in der osttimoresischen Gemeinde Bobonaro.
Er liegt im Osten des Sucos Cowa (Verwaltungsamt Balibo), im Osten der Aldeia Bawai und hat eine Höhe von 586 m. Südwestlich befinden sich das Dorf Katimuben (Bawai). Die Straße des Sucos verläuft südlich des Berges. Nordöstlich entspringt einer der Quellflüsse des Morak, der später den Leometik bildet.